# Where Are You (Imaani)
Where are you is een single van Imaani. De single werd uitgegeven door EMI. Het was de inzending van het Verenigd Koninkrijk voor het Eurovisiesongfestival 1998 gehouden in Birmingham. Het behaalde met 166 punten de tweede plaats aldaar achter Dana Internationals Diva.
De verkoop van het plaatje daarna viel nogal tegen. In de Engelse hitparade kwam ze niet verder dan de 15e plaats in 7 weken notering. Dat gaf EMI de reden om de uitgifte van haar geplande volgende single You got away te schrappen. Pas een jaar later zou het toch uitgebracht worden. Where are you bleef echter een eendagsvlieg voor Imaani als solozangeres.

## Trivia
- Het nummer werd veelvuldig gebruikt in de Nederlandse film Costa! uit 2001.

## Hitnotering

### Nederlandse Top 40
Het was eerst alarmschijf.
| Positie: | 22 | 14 | 8 | 8 | 16 | 24 | 31 | uit |

### NederlandseDaverende 30
| Positie: | 60 | 19 | 18 | 14 | 15 | 17 | 21 | 31 | 35 | 44 | 49 | 55 | 68 | 74 | 86 | uit |

### BelgischeBRT Top 30
| Positie: | 30 | 12 | 13 | 12 | 15 | 17 | 20 | 28 | 30 | uit |

### VlaamseUltratop 30
| Positie: | 30 | 12 | 13 | 12 | 15 | 17 | 20 | 28 | 30 | 35 | 36 | 41 | uit |

### NPO Radio 2 Top 2000
Where Are You? stond alleen in 2001 in de NPO Radio 2 Top 2000, op plek 1944.